# Cariera Corabia
Cariera Corabia (monument al naturii) este o arie protejată de interes național ce corespunde categoriei a III-a IUCN (rezervație naturală de tip geologic), situată în județul Cluj, pe teritoriul administrativ al comunei Gilău, satul Someșu Rece.
Rezervația naturală cu o suprafață de 2 ha, reprezintă o arie din zona împădurită a Dealului Corabia, cu roci metamorfice, formate de-a lungul timpului prin procesele de transformare a structurii mineralogice a scoarței terestre, dând naștere șisturilor cristaline.